# Makrokylindrus myriamae
Makrokylindrus myriamae är en kräftdjursart som beskrevs av Daniel Reyss 1974. Makrokylindrus myriamae ingår i släktet Makrokylindrus och familjen Diastylidae. Inga underarter finns listade i Catalogue of Life.